# Марселиньо Параиба
Марсело дос Сантос (порт. Marcelo dos Santos; 17 мая 1976, Кампина-Гранди, Параиба), более известный как просто Марсело Параиба или просто Марселиньо (порт. Marcelinho) — бразильский футболист, выступавший на позиции полузащитника.

## Биография
Марселиньо родился в городе Кампина-Гранди, Параиба. Футболист начал свою карьеру в «Кампиненсе», где он выиграл два титула лиги. В период с 1994 по 1995 год он играл за «Сантос». Однако, лишь через два года он совершил свой прорыв, играя за «Сан-Паулу», где он выиграл два «Полистоэс», и на фоне успехов, был подписан французским «Олимпик Марселем».

## Титулы и достижения
- Чемпион штата Сан-Паулу (2): 1998, 2000
- Чемпион штата Риу-Гранди-ду-Сул (1): 2001
- Чемпион штата Параиба (2): 1991, 1993
- Обладатель Кубка штата Минас-Жерайс (1): 2012
- Обладатель Кубка немецкой лиги (2): 2001, 2002